# عاصم الدسوقي
عاصم الدسوقي (31 أغسطس 1939 -) هو أستاذ جامعي ومؤرخ مصري.

## حياته ونشاته
- ولد عاصم أحمد السيد الدسوقي في يوم 31 أغسطس سنة 1939 بمدينة المحلة الكبرى بمديرية الغربية، وكان والداه يعمل مهندسا في شركة مصر للغزل والنسيج التابعة لبنك مصر[3]، وأصولها تنتمي إلى بلاد الشام، ونتجية أتجه أبيها إلى العمل في مدينة طرة في القاهرة، للتدريس في المدرسة الجامعة للصناعات وكان يدرس وقتها مادة الرسم الصناعي، ثم أنتقلت الأسرة إلى حي شبرا وكانت البداية والنشأة الحقيقة لعاصم.[4]

- درس في مدرسة محمد على الإعدادية (محمد فريد حاليا)، ثم أنتقل للمرحلة الثانوية في مدرسة الخديوي إسماعيل الثانوية.[5]
- تخرج في قسم التاريخ من كلية الآداب جامعة عين شمس سنة 1961.
- حصل على شهادة الدكتوراه من نفس الكلية سنة 1973 عن موضوع كبار ملاك الأراضي المصرية ودورهم في المجتمع المصري خلال (1914 إلى 1952).[6]

## مسيرته[7]
- عين خلال شهر مايو سنة 1962 في وظيفة حكومية بمقتضى قرار القوى العاملة وقتها بتعيين خريجي الجامعات وحاملي شهادات الدبلومات الفنية.[8]
- أحد أساتذة التاريخ المؤرخون الذين شهدوا العديد من العصور بداية من الملك فاروق حتى الرئيس عبد الفتاح السيسي.[9]
- أستاذ التاريخ الحديث والمعاصر بكلية الآداب جامعة حلوان.[10]
- يعمل حاليًّا أستاذًا متفرِّغًا للتاريخ الحديث والمعاصر بكلية الآداب جامعة عين شمس، ويتولَّى الإشراف على الرسائل العلمية. [11]
- عضوٌ في الجمعية المصرية للدراسات التاريخية.

## مؤلفاته
تنوَّعت إسهاماته بين التأليف والترجمة، ومن أبرز مؤلَّفاته: «ثورة 1919 في الأقاليم»، و«أفكار لم تُنشر (1982–1996): الظروف والملابَسات»، و«الصهيونية والقضية الفلسطينية في الكونجرس الأمريكي (1943–1945)». أمَّا ترجماته فمنها: «أوروبا العثمانية (1354–1804): في أصول الصراع العِرقي في البوسنة والهرسك».

## جوائز
- حصل علي جائزة الدولة التقديرية عن باحثه في العلوم الاجتماعية سنة 2012.